# Будимская епархия
Буди́мская епа́рхия (серб. Епархија Будимска, венг. Budai Szerb Ortodox Püspökség) — епархия Сербской православной церкви на территории Венгрии и Чехии с кафедрой в Сентендре.

## История
После начала османского завоевания на территорию Венгрии, которая тогда была частью империи Габсбургов, бежало множество сербов. Ими были построены первые сербские церкви в Буде (по-сербски Будим), Эстергоме и Комароме (1511), в 1585 году был основан монастырь Грабовац. В XVI — первой половине XVII века общины при этих храмах управлялись архиереями Бачской епархии (кафедра в Сегедине (ныне Сегед, Венгрия) и Славонской епархии (с кафедрой в Пожеге, Сербия).
В 1640—1650-е годы для этих сербских беженцев была создана епархия с центром в Табане, пригороде Буды (ныне район Будапешта).
Постепенно в состав епархии входили районы с сербской диаспорой, ранее бывшие самостоятельными.
В 1690 году во главе с патриархом Печским Арсением III Черноевичем около 70 тысяч сербов, спасаясь от турок, захвативших их земли, переселились на территорию империи Габсбургов. Указом от 21 августа 1690 года император Священной Римской империи Леопольд I предоставил православным сербам право избирать собственного архиепископа и разрешил совершение богослужений.
В 1732 году к Будимской была присоединена Мохачская епархия, после чего правящие архиереи стали носить титул «епископ Будимский, Пештанский, Сентендрейский, Стонобеоградский, Сечуйский, Сигетский и Мохачопольский».
В середине XVIII века границы Будимской епархии на севере и востоке доходили до Дуная, на юге до Дравы, самым западным был город Сигетвар.
Стараниями митрополита Дионисия (Поповича), управлявшего епархией 1791—1828 годы, в Буде открылась семинария и библиотека.
Во время Второй мировой войны сильно пострадали кафедральный собор в Сентендре и епископская резиденция, после войны они были окончательно разрушены по указанию властей. В это время духовная жизнь епархии была парализована, но благодаря усилиям епископа Георгия (Зубковича) удалось спасти епархию от упразднения, а также вдвое увеличить фонд Будимской библиотеки.
Назначенному на Будимскую кафедру в 1951 году епископу Хризостому (Войновичу), как и митрополиту Арсению (Брадваровичу), назначенному на кафедру в 1960 году, не удалось получить разрешение правительства Венгрии на въезд в страну.

## Епископы
- Севастиан († 1662)
- Симеон (около 166?)
- Виктор (1660—1668)
- Кирилл (1668—1680)
- Виктор (1680—1684) второй раз
- Евфимий (Попович) (1695—1700)
- Викентий (Попович-Хаджилавич) (1708—1713)
- Михаил (Милошевич) (1716—1728)
- Василий (Димитриевич) (1728—1748)
- Дионисий (Новакович) (1749—1767)
- Арсений (Радивоевич) (1770—1774)
- Софроний (Кирилович) (1774—1781)
- Стефан (Стратимирович) (1786—1790)
- Дионисий (Папазоглу) (1791 — 28 января 1828)
- Стефан (Станкович) (1829—1834)
- Иустин (Йованович) (1834)
- Пантелеимон (Живкович) (1836—1839)
- Платон (Атанацкович) (12 сентября 1839 — 13 июня 1848)
- Арсений (Стойкович) (28 апреля 1853 — 29 марта 1892)
- Лукиан (Богданович) (13 марта 1898 — 22 сентября 1908)
- Георгий (Зубкович) (29 декабря 1912 — 11 апреля 1951)
- Хризостом (Воинович) (12 июня 1951 — 15 июня 1952) не допущен властями в страну
- Герман (Джорич) (3 июля 1952 — 9 июня 1956) не допущен властями в страну
- Арсений (Брадваревич) (20 мая 1961 — 10 декабря 1963) не допущен властями в страну
- Никанор (Иличич) (1963—1984)[1] в/у, еп. Бачский
- Даниил (Крстич) (май 1988 — 20 апреля 2002) с 1984 года — в/у
- Лукиан (Пантелич) (с 31 мая 2002 года)

## Монастыри
- Монастырь Грабовац (мужской, в селе Грабовац, медье Тольна)
- Монастырь Ковин (мужской, в городе Рацкеве)